# Municipio de Lukovit
El municipio de Lukovit (búlgaro: Община Луковит) es un municipio búlgaro perteneciente a la provincia de Lovech.
En 2011 tiene 18 125 habitantes, el 73,39% búlgaros, el 15,32% gitanos y el 2,85% turcos. La capital es Lukovit, donde vive la mitad de la población municipal.
Se ubica en la esquina noroccidental de la provincia.

## Localidades
| Localidad   | Cirílico   | Población (diciembre de 2009) |
| ----------- | ---------- | ----------------------------- |
| Lukovit     | Луковит    | 9630                          |
| Aglen       | Ъглен      | 836                           |
| Bezhanovo   | Бежаново   | 1497                          |
| Belentsi    | Беленци    | 448                           |
| Dermantsi   | Дерманци   | 2348                          |
| Daben       | Дъбен      | 149                           |
| Karlukovo   | Карлуково  | 782                           |
| Petrevene   | Петревене  | 690                           |
| Peshterna   | Пещерна    | 148                           |
| Rumyantsevo | Румянцево  | 823                           |
| Todorichene | Тодоричене | 499                           |
| Toros       | Торос      | 1619                          |
| Total       |            | 19 469                        |